# Alkanna graeca
Alkanna graeca là loài thực vật có hoa trong họ Mồ hôi. Loài này được Boiss. & Spruner mô tả khoa học đầu tiên năm 1844.